# Nancy Kanwisher
Nancy Gail Kanwisher FBA (1958) é Professora Walter A Rosenblith de Neurociência Cognitiva no Departamento de Cérebro e Ciências Cognitivas do Instituto de Tecnologia de Massachusetts e investigadora do Instituto McGovern de Pesquisa do Cérebro. Ela estuda os mecanismos neurais e cognitivos subjacentes à percepção e cognição visual humana.

## Conquistas e Prêmios
Kanwisher recebeu vários elogios por seus esforços acadêmicos.
Ela recebeu o Troland Research Award da Academia Nacional de Ciências em 1999, concedido por realizações em investigações sobre as relações da consciência e do mundo físico.
Ela recebeu o prêmio MacVicar Faculty Fellow em 2002 e o prêmio Pioneer do Diretor do National Institutes of Health de 2016.
Em janeiro de 2021, ela recebeu um doutorado honorário da Universidade de York, Inglaterra.
Em 2002, ganhou o Prêmio NAS em Neurociências.
Em 2023, ganhou o Prêmio Jean Nicod.
Em 2024, Kanwisher foi um dos três ganhadores do Prêmio Kavli em neurociência "pela descoberta de um sistema altamente localizado e especializado para representação de rostos no neocórtex de primatas humanos e não humanos".
Kanwisher fundou o Instituto McGovern de Pesquisa do Cérebro no MIT e é professora Walter A. Rosenblith no Departamento de Ciências do Cérebro e Cognitivas.
Ela atua como membro da Academia Nacional de Ciências (desde 2005), da Academia Americana de Artes e Ciências (desde 2009), e recebeu uma bolsa da Fundação MacArthur em Paz e Segurança Internacional (1986).

## Pesquisa
Kanwisher tem formação em psicologia cognitiva, que investiga como a mente funciona observando seu comportamento externo. Ela é creditada por co-descobrir e caracterizar a área fusiforme da face (AFF) no cérebro humano, uma região cuja função parece ser o reconhecimento de distinções sutis entre objetos bem conhecidos e, em particular, rostos. Ela também co-descobriu a área para-hipocampal (PPA), uma região do cérebro que reconhece cenas ambientais. Estas duas descobertas são agora amplamente discutidas no campo cognitivo e fornecem um padrão de ouro para clareza na busca por primitivos da cognição humana. Em sua pesquisa, ela usa ressonância magnética funcional, métodos comportamentais e estimulação magnética transcraniana. Ela também usa o ECOG para estudar audição, processamento de linguagem e percepção social. Ela deu uma palestra no TED de 2014 intitulada "Um retrato neural da mente humana".